# Lomographa foedata
Lomographa foedata är en fjärilsart som beskrevs av W. Warren 1894. Lomographa foedata ingår i släktet Lomographa och familjen mätare. Inga underarter finns listade i Catalogue of Life.